# Buddenbrooks

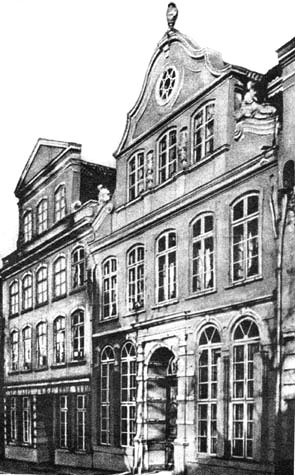
Het huis van de Buddenbrooks aan de Mengstraße in Lübeck

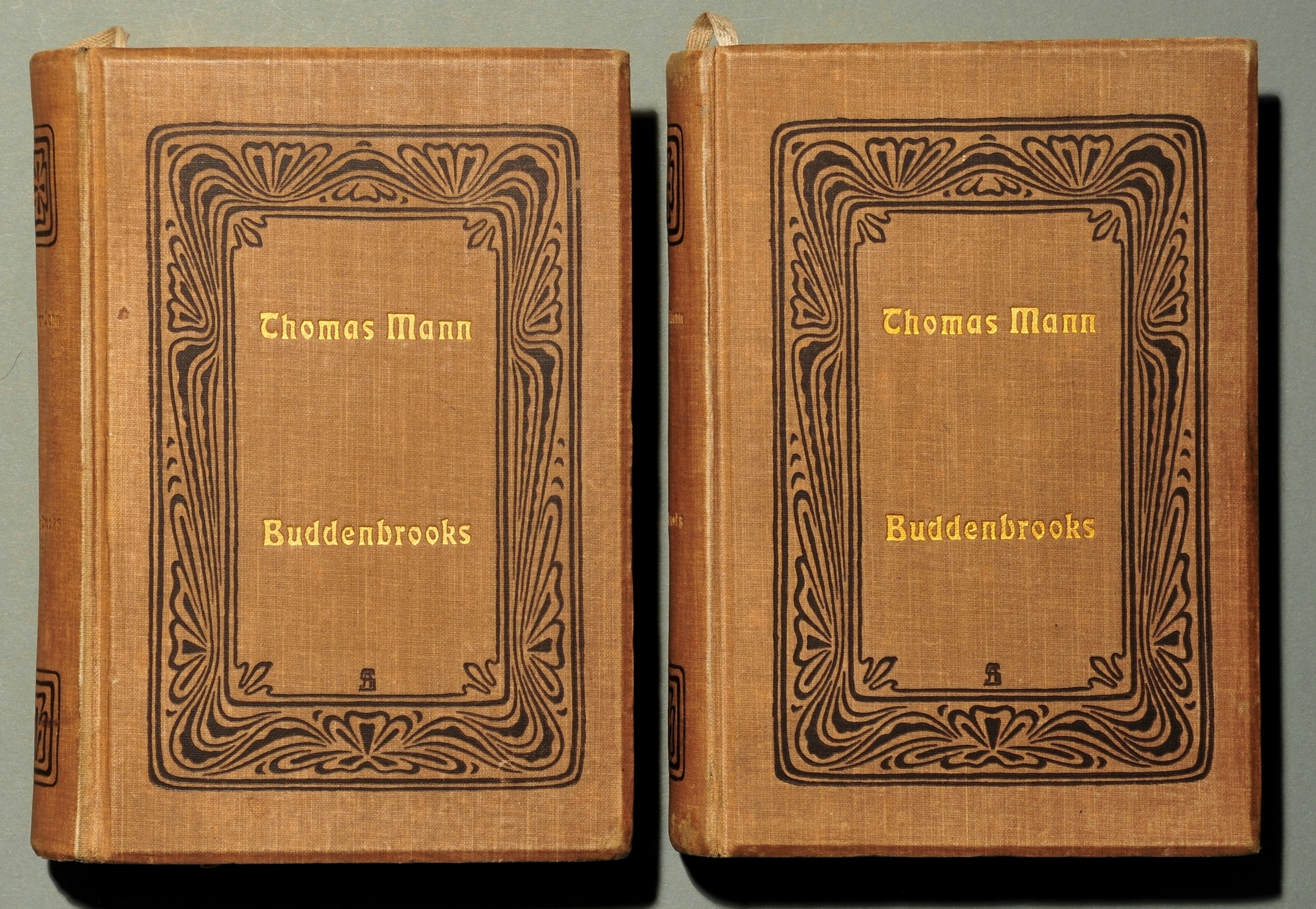
Eerste druk, de tweedelige uitgave (1901)

Buddenbrooks was de eerste roman van Thomas Mann, gepubliceerd in 1901.

## Intrige
Buddenbrooks is een sleutelroman over Manns familie en diens geboortestad Lübeck. Het beschrijft de bloei en langzame neergang van een koopmansgeslacht over meerdere generaties in de 19e eeuw. De oprichter van de firma, patriarch Johann Buddenbrook senior, en zijn ijverige zoon Johann junior hebben de grondslag gelegd voor een solide, machtige familieonderneming. Met Johann juniors zoon Thomas, een bohemien die veel te kunstzinnig is voor de handelspraktijk, begint de zakelijke neergang van het bedrijf. In Thomas' zoon Hanno, de vierde generatie, bereikt de tegenstelling tussen burger en kunstenaar – een van de terugkerende thema's in Manns oeuvre – een symbolisch hoogtepunt. In de persoon van deze uiterst sensitieve nazaat, die zwelgt in de muziek, achter de piano, gaat de grote familietraditie uiteindelijk ten onder. Hanno zal uiteindelijk sterven aan tyfus.

## Betekenis en duiding
Met Buddenbrooks schreef Mann, nog maar zesentwintig jaar oud, een rijke, voldragen epische roman die de opkomst en decadentie van de negentiende-eeuwse Duitse en Europese burgerlijke cultuur documenteert en verbeeldt. Buddenbrooks wordt wel gezien als een overgangsroman van het 19e-eeuwse naturalisme naar het 20e-eeuwse symbolisme. Uiteindelijk staat het verval van de Buddenbrooks symbool voor het verval van Duitsland. Invloeden zijn herkenbaar van Richard Wagner (gebruik van ‘leitmotieven’) en Arthur Schopenhauer: in de zin van diens cultuurpessimisme wordt de toenemende sensibiliteit, die zich uit in de steeds sterker op de voorgrond tredende kunstzinnig-esthetische trekken van de burgerlijke wereld, als een teken van decadentie voorgesteld. Typerend voor Schopenhauers invloed is de passage waarin Thomas een hoofdstuk leest uit De wereld als wil en voorstelling.
Sterk aan de roman is dat de ondergang van de familie Buddenbrook beschreven wordt zonder enig gemoraliseer: ondanks de neergang blijft een onmiskenbare sympathie van de schrijver herkenbaar voor eigenlijk al zijn romanfiguren, hoe verschillend ook.
In 1929 werd Thomas Mann voor Buddenbrooks de Nobelprijs voor de Literatuur toegekend.

## Vertalingen
De eerste Nederlandse vertaling van Buddenbrooks dateert uit 1911 en was van de hand van Th.A. Quanjer. In 1969 kwam Bruna met een vertaling van Johan de Molenaar, die eveneens in twee banden werd uitgebracht. De recentste vertaling is die van Thomas Graftdijk, die in 1989 door De Arbeiderspers werd uitgegeven.